# Філармонічний оркестр Брно
Філармонічний оркестр Брно (чеськ. Státní filharmonie Brno) — чеський симфонічний оркестр, що базується в Брно. Сформований в 1956 році шляхом злиття двох міських симфонічних колективів. Того ж року оркестр вирушив на свої перші гастролі для участі в музичному фестивалі «Варшавська осінь».
Серед диригентів і солістів, що у різний час виступали разом з оркестром, — Карел Анчерл, Юхим Бронфман, Вільгельм Кемпф, Гідон Кремер, Курт Мазур, Ієгуді Менухін, Святослав Ріхтер й ін.